# ベロニカ・パブロビッチ
ベロニカ・パブロビッチ（Veronika Pavlovich、 ベラルーシ語: Вераніка Паўловіч、1978年5月8日- ）は、ベラルーシの卓球選手。
1993年のヨーロッパユース選手権ジュニアの部でブラディミル・サムソノフとの混合ダブルスで準優勝した。世界卓球選手権には1993年のイェテボリ大会から14大会連続出場しており第48回世界卓球選手権団体戦では双子の姉のビクトリア・パブロビッチ などとともに団体3位となった。
オリンピックでは2000年のシドニーオリンピックのシングルス、2004年のアテネオリンピックにダブルス、2008年の北京オリンピックのシングルスに出場している。